# Чемпионат Гояса по футболу
Чемпионат Гояса по футболу (порт.-браз. Campeonato Goiano de Futebol) — чемпионат штата Гояс по футболу, в котором принимают участие все сильнейшие клубы штата. Согласно рейтингу КБФ, на 2025 год чемпионат Гояса занимает 7-е место по силе в Бразилии.

## История
Чемпионат Гояса по футболу проводится под эгидой Федерации футбола Гояно (порт.-браз. Federação Goiana de Futebol), основанной в 1939 году. Согласно рейтингу КБФ, чемпионат Гояса по футболу в 2025 году занимает 7-е место по силе в Бразилии.
Первый чемпионат штата Гояс прошёл в 1944 году. До 1962 года включительно носил статус любительского первенства. С 1963 года в чемпионате разрешено участвовать профессиональным футболистам.
Исторически в штате доминируют четыре клуба из Гоянии — «Гояс», «Гояния», «Вила-Нова» и «Атлетико Гоияниенсе». Однако «Гояния» последний раз становилась чемпионом штата в 1974 году, а второе место занимала в 1990 году.
Формат чемпионата часто меняется. С 2012 года в турнире высшего дивизиона принимает участие 10 клубов.

## Чемпионы
Любительская эра
- 1944 — Атлетико Гоияниенсе
- 1945 — Гояния
- 1946 — Гояния
- 1947 — Атлетико Гоияниенсе
- 1948 — Гояния
- 1949 — Атлетико Гоияниенсе
- 1950 — Гояния
- 1951 — Гояния
- 1952 — Гояния
- 1953 — Гояния
- 1954 — Гояния
- 1955 — Атлетико Гоияниенсе
- 1956 — Гояния
- 1957 — Атлетико Гоияниенсе
- 1958 — Гояния
- 1959 — Гояния
- 1960 — Гояния
- 1961 — Вила-Нова
- 1962 — Вила-Нова

Профессиональная эра
- 1963 — Вила-Нова
- 1964 — Атлетико Гоияниенсе
- 1965 — Анаполис
- 1966 — Гояс
- 1967 — КРАК
- 1968 — Гояния
- 1969 — Вила-Нова
- 1970 — Атлетико Гоияниенсе
- 1971 — Гояс
- 1972 — Гояс
- 1973 — Вила-Нова
- 1974 — Гояния
- 1975 — Гояс
- 1976 — Гояс
- 1977 — Вила-Нова
- 1978 — Вила-Нова
- 1979 — Вила-Нова
- 1980 — Вила-Нова
- 1981 — Гояс
- 1982 — Вила-Нова
- 1983 — Гояс
- 1984 — Вила-Нова
- 1985 — Атлетико Гоияниенсе
- 1986 — Гояс
- 1987 — Гояс
- 1988 — Атлетико Гоияниенсе
- 1989 — Гояс
- 1990 — Гояс
- 1991 — Гояс
- 1992 — Гоятуба
- 1993 — Вила-Нова
- 1994 — Гояс
- 1995 — Вила-Нова
- 1996 — Гояс
- 1997 — Гояс
- 1998 — Гояс
- 1999 — Гояс
- 2000 — Гояс
- 2001 — Вила-Нова
- 2002 — Гояс
- 2003 — Гояс
- 2004 — КРАК
- 2005 — Вила-Нова
- 2006 — Гояс
- 2007 — Атлетико Гоияниенсе
- 2008 — Итумбиара
- 2009 — Гояс
- 2010 — Атлетико Гоияниенсе
- 2011 — Атлетико Гоияниенсе
- 2012 — Гояс
- 2013 — Гояс
- 2014 — Атлетико Гоияниенсе
- 2015 — Гояс
- 2016 — Гояс
- 2017 — Гояс
- 2018 — Гояс
- 2019 — Атлетико Гоияниенсе
- 2020 — Атлетико Гоияниенсе
- 2021 — Гремио Анаполис
- 2022 — Атлетико Гоияниенсе
- 2023 — Атлетико Гоияниенсе
- 2024 — Атлетико Гоияниенсе

## Достижения клубов
1. Гояс (Гояния) — 28
2. Атлетико Гоияниенсе (Гояния) — 18
3. Вила-Нова (Гояния) — 15
4. Гояния — 14
5. КРАК (Каталан) — 2
6. Анаполис (Анаполис) — 1
7. Гоятуба (Гоятуба) — 1
8. Итумбиара (Итумбиара) — 1
9. Гремио Анаполис (Анаполис) — 1